# 圣克鲁斯德马尔切纳
圣克鲁斯德马尔切纳，是西班牙安达卢西亚自治区阿尔梅里亚省的一个市镇。 总面积20km2, 总人口199人（2001年），人口密度10人/km2。